# Ernst-Barlach-Stiftung
Die Ernst-Barlach-Stiftung (Eigenschreibweise Ernst Barlach Stiftung) ist eine deutsche Stiftung bürgerlichen Rechts mit Sitz in Güstrow. Sie verwaltet einen Großteil des Nachlasses von Ernst Barlach und ist Trägerin der Barlach-Museen in Güstrow.

## Geschichte und Aufgabe
Die Stiftung wurde am 1. Januar 1994 gegründet. Vorangegangen waren Bemühungen nach der Wiedervereinigung Deutschlands, die seit den 1960er Jahren von der Akademie der Wissenschaften der DDR getragenen Sammlungen und Gedenkorte in Güstrow zu erhalten, die Ansprüche der Erben, der beiden Enkel Barlachs Hans und Ernst Barlach, abzulösen und den Nachlass in öffentlichen Besitz zu überführen. Dabei handelte es sich um über 300 Plastiken, 1000 Zeichnungen, 120 Skizzenbücher, 110 literarische Manuskripte, 230 Positionen Druckgraphik, 24 Druckstöcke, die Bibliothek, sowie weitere Zeugnisse zu Barlachs Leben und Werk. Nach einigem Hin und Her konnte der Bestand mit Hilfe der Kulturstiftung der Länder, des Bundesministeriums des Innern und des Landes Mecklenburg-Vorpommern für das Land angekauft werden. Das Land übertrug den Nachlass, für den die Kulturstiftung zunächst als treuhänderische Erwerberin auftrat, zusammen mit den Liegenschaften an die neu gegründete Stiftung.

„Zweck der Stiftung ist es, in Güstrow des Künstlers Ernst Barlach unter Bewahrung seines Atelierhauses Heidberg zu gedenken, sein weitgefächertes Werk, insbesondere in seiner bildnerischen, zeichnerischen, graphischen und schriftstellerischen Ausprägung, zu sammeln, zu pflegen, wissenschaftlich zu erforschen und lebendig zu erhalten, indem es in seiner Gesamtheit, einschließlich der Ergebnisse seiner Erforschung, der Öffentlichkeit durch Ausstellungen, Aufführungen und durch sonstige Veröffentlichungen dargeboten und zugänglich gemacht wird.“

Neben dem bildnerischen Werk bewahrt die Stiftung auch den umfangreichen literarischen Nachlass Barlachs.
Sitz der Stiftung ist das Gebäude Heidberg 15 in Güstrow, der Wohnort Barlachs von 1910 bis 1938.
Die Stiftung betreut folgende Museen: Gertrudenkapelle, Atelierhaus und das Ausstellungsforum. Zu ihrem Skuplturenbesitz zählt auch Der Schwebende im Güstrower Dom.
Die Museen bewahren die weltweit umfangreichste Sammlung von Werken des bedeutenden expressionistischen Bildhauers Ernst Barlach. Arbeiten aus allen Schaffensperioden und -bereichen des Künstlers – von seiner Dresdner Zeit als Meisterschüler von Robert Diez bis zu seinem letzten Lebensjahr in Güstrow – bilden den wertvollen Bestand von Plastik, Graphik und Zeichnungen sowie Autographen.
Bis zu ihrem Tod war Regine Marquardt Vorsitzende der Stiftung. Ihr folgte Sabine Boldt-Sinnecker.

## Abbildungen

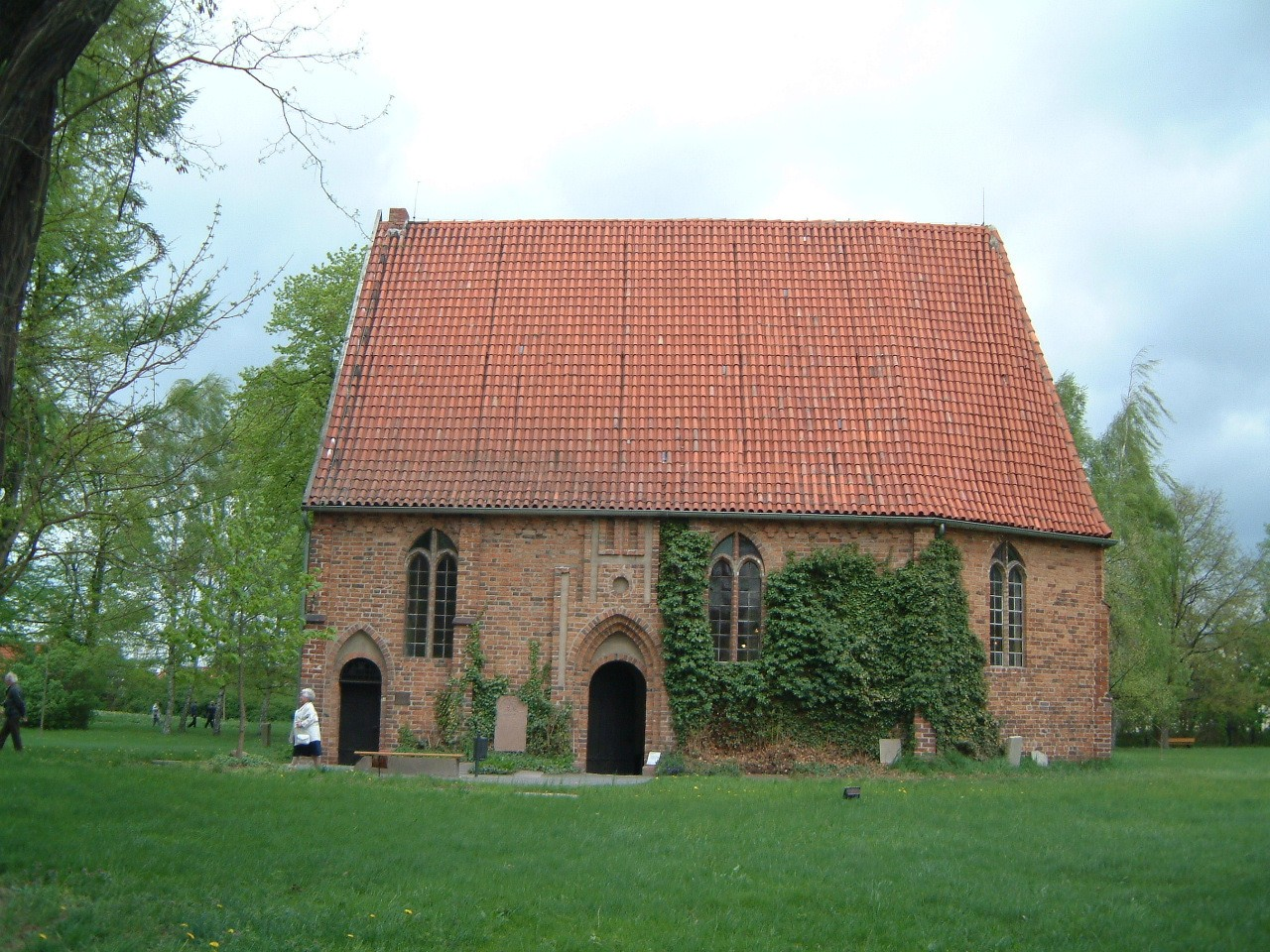
Gertrudenkapelle
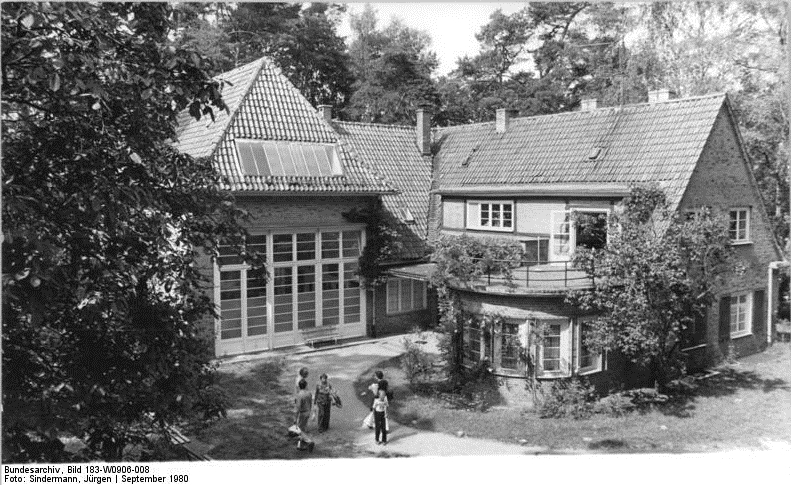
Atelierhaus
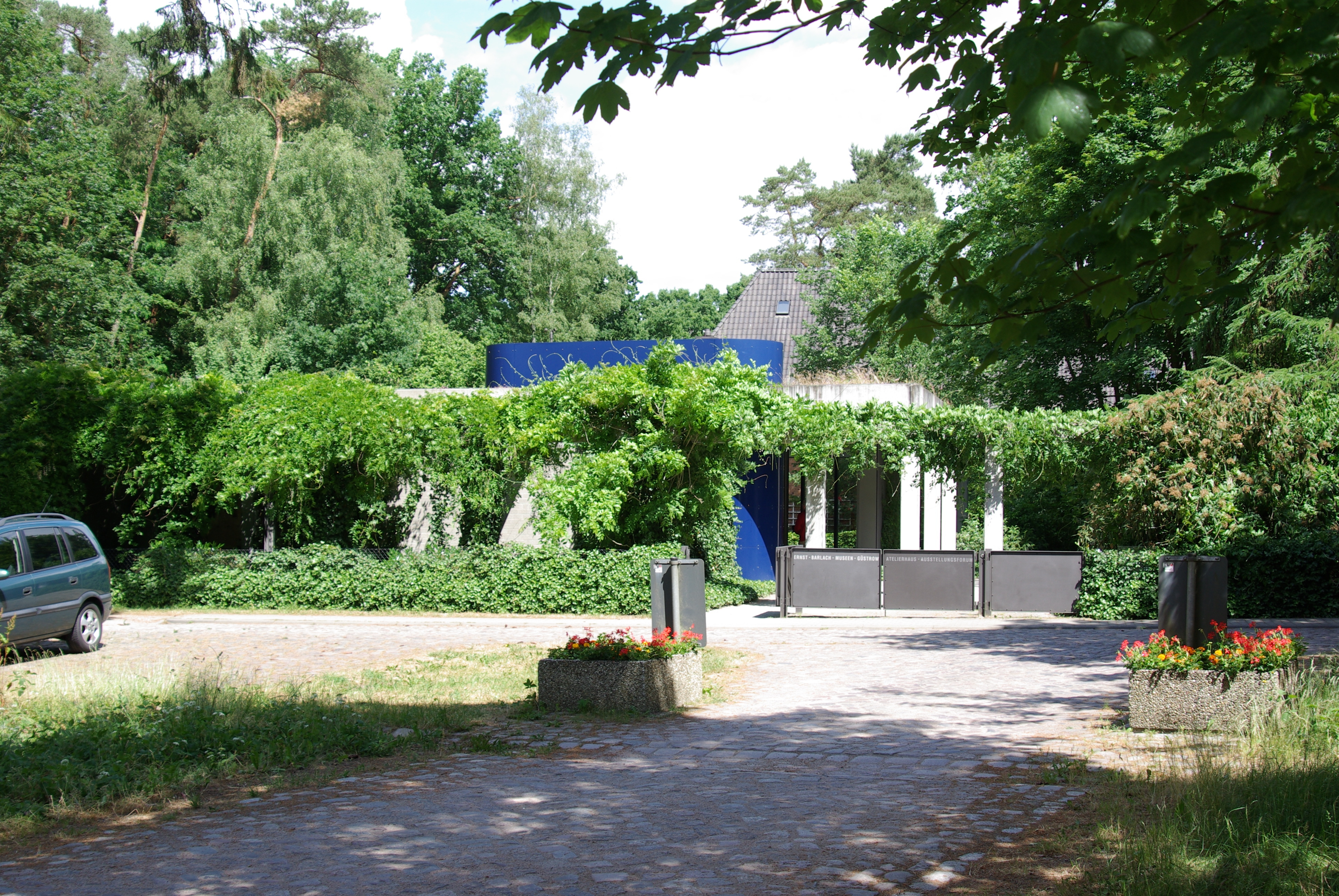
Eingang zum Ausstellungsforum